# Sigfrid Karg-Elert
Sigfrid Karg-Elert (Oberndorf am Neckar, 21 de novembro de 1877 – Leipzig, 9 de abril de 1933) foi um compositor alemão de considerável fama no início do século XX, muito conhecido por seus lieder para coro, música de câmara e peças para piano, órgão e harmônio.

## Biografia
Karg-Elert estudou música no Conservatório de Leipzig, onde também trabalhou a partir de 1919. Sua música foi influenciada pelos compositores Claude Debussy, Aleksandr Scriabin e Arnold Schoenberg. Seu instrumento preferido para compor era o Kunstharmonium, uma invenção francesa que lhe permitia usar uma vasta gama de sons diferentes.
Suas obras para órgão ficaram muito conhecidas principalmente nos Estados Unidos da América, Reino Unido e França. Porém, suas habilidades de execução eram pouco admiradas, inclusive sua turnê pelos Estados Unidos nos anos 1930 não foi bem recebida. Karg-Elert morreu em 1933 em Leipzig após um longo período de enfermidade e encontra-se enterrado nessa mesma cidade. A popularidade de suas composições, que esteve em declínio durante várias décadas, voltou a intensificar-se a partir do final dos anos 1970.

## Obras
As principais composições de Sigfrid Karg-Elert são:
- 66 improvisações corais para órgão (incluindo uma de suas peças mais conhecidas, a marcha triunfal Nun danket alle Gott)
- Vitrais de Catedral para órgão
- 33 estudos estilísticos para harmonium
- 30 caprichos para flauta
- 20 prelúdios corais e poslúdios
- 25 caprichos para saxofone

Os caprichos para flauta foram escritos especialmente para um amigo de Karg-Elert, um flautista convocado para a guerra. As peças foram feitas para desafiar as habilidades de seu amigo e, assim, mantê-lo entretido. Hoje em dia, as peças são usadas como forma de estudo para diversos flautistas iniciantes por todo o mundo.

## Exemplos sonoros

### Caprichos para flauta,op.107
Consulte também: Georg Friedrich Händel